# Моя прекрасна нянька
«Моя прекрасна нянька» (рос. Моя прекрасная няня) — російський комедійний сімейний телесеріал виробництва Амедіа та Sony Pictures. Заснований на сценарії американського ситкому «Няня» з Френ Дрешер.
Серіал просував українофобські мотиви[⇨]. Попри це, його транслювали в Україні; після введення мовних квот Новий канал транслював серіал з українським дубляжем з 15 по 23 серпня 2017 року.

## Сюжет
Дія серіалу відбувається в Москві. Сюжет розвивається навколо Вікторії Прутковської (Анастасія Заворотнюк) — енергійної й екстравагантної дівчини українського походження, яку кидає та звільняє з роботи її наречений Антон. Працюючи тепер продавчинею косметики, Віка потрапляє до дому Максима Шаталіна (Сергій Жигунов) — відомого продюсера, вдівця та батька трьох дітей. Шаталін влаштовує вечірку для потенційних інвесторів і потребує няньку, щоб доглянути за дітьми. У відчаї він бере на роботу Віку, хоч і сумнівається у своєму виборі.
Діти Шаталіна — Марійка, Денис і Ксюша — спочатку не дуже привітно ставляться до своєї нової гувернантки, але вона швидко привертає їх до себе. Перебування розкутої няньки з нешаблонними манерами поведінки, та ще з такого району як Бірюльово, у домі аристократичної сім'ї в центрі Москви стає «культурним потрясінням» для всіх домівників.
Крім Шаталіна та його дітей до кола сім'ї входять дворецький Костянтин (Борис Смолкин) і фінансовий директор Жанна Аркадіївна Іжевська (Ольга Прокоф'єва). Костянтин — хитромудрий, усезнавець і щедрий на сарказм службовець одразу знаходить спільну мову з новою нянькою й вони залишаться друзями протягом усього серіалу. Зате холоднокровна, зовні нечутлива Жанна від початку не злюбила Віку, ревнуючи до неї Шаталіна, в якого закохана вже багато років.
Стосунки між Костянтином і Жанною стають одним із другорядних сюжетів серіалу. Вони складаються задовго до появи в домі Віки, і складаються не дуже добре. Вони зневажають одне одного. Тому Костянтин часто відпускає їдкі коментарі на адресу Жанни, яка відповідає йому тим самим. Але іноді вони можуть ладити, й між ними є навіть якесь сексуальне тяжіння.
Велику роль у серіалі грає сім'я Віки, складена з численних кузенів, кузин, дядьків і тіток, розкиданих усією Росією й Україною. Усі вони тісно одне з одним спілкуються, але не завжди дружать. Родичі грають велику роль, адже з першого ж епізоду стають невід'ємною частиною життя клану Шаталіних. Починаючи з мами Любові Григорівни й баби Наді, які майже щодня приходять у гості й довго не йдуть додому, закінчуючи її сестрою й усіма іншими родичами, з якими Шаталіну і дітям доводиться мати діло. Сама Віка теж буває не у захваті від своїх родичів, але сімейні зв'язки для неї дуже важливі. Особливу увагу приділяють її стосункам з матір'ю Любов'ю Григорівною. І хоч вони дуже кохають одне одного, не все в них просто.
Але найголовніша сюжетна лінія — це історія Максима й Віки. Майже спочатку їх стосунки набувають іншого характеру, ніж просто «нянька й батько родини». Віка бере на себе відповідальність не тільки за дітей, а й за Максима. Різниця в походженні часто стає причиною непорозумінь і навіть сварок, але це не заважає їх стосункам розвиватися. Почуття між ними виявляються вже в першому сезоні, і щодалі, то більше. Але Максим все не наважується зробити перший крок і намагається тримати Віку на відстані. А в третьому сезоні, Максим нарешті освідчується, але вже в наступній серії зрікається слова, чим лютить Віку.
З цього моменту їх стосунки змінюються: Віка знає про його почуття, але розуміє, що не може чекати на нього вічно. Максим, у свою чергу, не поспішає зробити крок, але, тим не менше, ревнує її до кавалерів і боїться, що втратить її. 

У шостому сезоні він освідчується їй, і вони одружуються. 

У сьомому сезоні показане подружнє життя Віки. На сцені з'являється її батько Володимир Володимирович Прутковський, який вже став удівцем.

## Українофобія
Серіал неодноразово просував українофобські мотиви. Няня Вікторія Прутковська — родом із українського Маріуполя, зображена неосвіченою й некультурною заробітчанкою в Москві, вульгарною та наївною, грубою, обмеженою та невихованою. Вона постійно принижувала Маріуполь. В одній з серій говорить: «Максим Вікторович, вашій доньці Маші потрібна вишиванка: чи то на свято приєднання України, чи то від'єднання».
Родичі героїні — з Одеси, Харкова, Бердянська, Мелітополя, Бердичева — зображені кумедними об'єктами насмішок.
На противагу няні Віки росіяни зображені елітними, успішними та інтелігентними людьми. У серіалі висміяний український акцент головної героїні. Окрім того, звучать жарти про те, що українці крадуть газ у Росії: в одній із серій продюсер Шаталін каже: «Віка, ви крадете речі в магазині, як Україна — російський газ».

## Головні ролі
- Анастасія Заворотнюк — Вікторія Володимирівна Шаталіна (Прутковська) (спочатку нянька дітей Максима Вікторовича, потім його дружина)
- Сергій Жигунов — Максим Вікторович Шаталін (відомий російський продюсер)
- Любов Поліщук — Любов Григорівна Прутковська (мати Віки)
- Олександр Філіппенко— Володимир Володимирович Прутковський (батько Віки)
- Ірина Андреєва — Ксенія Шаталіна (молодша донька Максима Вікторовича)
- Катерина Дубакіна — Марія Шаталіна (старша донька Максима Вікторовича)
- Павло Сердюк — Денис Шаталін (син Максима Вікторовича)
- Борис Смолкін — Костянтин Миколайович Семенов (дворецький у домі Максима Вікторовича)
- Ольга Прокоф'єва — Жанна Аркадіївна Іжевська (фінансовий директор)
- Олександра Назарова — Надія Михайлівна / Баба Надя (бабуля Віки)
- Гульнара «Гуля» Ніжинська — Віра (подруга Віки)
- Олеся Железняк — Галя Копилова (подруга Віки)
- Ніна Русланова — Тітка Фая (кузина мами Віки)
- Ольга Блок-Миримська — Шура (двоюрідна сестра Віки)
- Тетяна Жукова-Кіртбая — баба Сіма
- Володимир Виноградов — ведучий усіляких телепередач і шоу, куди потрапляє Віка

## Другорядні ролі
- Пилип Блєдний — Жора, хлопець Марійки (1—2 серії)
- Володимир Большов — Черноналов, податковий інспектор

## Запрошені зірки в епізодах
- Олександр Никифоров — Федір Іванович (чоловік тітки Раї — Серія 73 — «Райська насолода»)
- Марія Порошина — Люсьєн Фіалкова
- Валерій Гаркалін — письменник Франсуа Ле Пен, він же Федір Ляпкін
- Аристарх Ліванов — Віктор Шаталін, батько Максима
- Олена Яковлєва — Женя (дружина Віктора Шаталіна — Серія 71 — «Батьки й діти»)
- Георгій Мартиросян — Борис Шторм
- Микола Басков — камео
- Геннадій Хазанов — тамада на весіллі, а перед цим — Жорес Клещенко
- Сергій Пєнкін — камео
- Пилип Кіркоров — камео
- Армен Джигарханян — Іван Іванович Джаґашвілі
- Дмитро Маліков — камео
- Галина Польських — Єлизавета (мати Максима Вікторовича Шаталіна)
- Олексій Лисенков — Арнольд (брат Жанни)
- Сергій Сивохо — камео
- Андрій Григор'єв-Аполлонов — камео
- Станіслав Садальський — Пробкін (багач, що зробив статки на порожніх пляшках і пробках)
- Алла Довлатова — дружина Пробкіна
- Марина Богомолова — Рената
- Евеліна Бледанс — Лариса Іванівна
- Вікторія П'єр-Марі — імовірна мати Віки (четвертий сезон)
- Марина Хлєбникова — камео
- Барі Алібасов — камео
- Наташа Корольова — камео
- Нонна Гришаєва — Ніна, сестра Віки (серія 25 «Нова старая зірка»)
- Федір Бондарчук — камео
- Ренат Шаймарданов — офіціант
- Наталія Гудкова — спонсор
- Юрій Хашимов — камео
- Олександр Едіґер — камео
- Олександр Пєсков — камео
- Наталія Громушкіна — Лиза
- Тетяна Кравченко — Клара Карлівна

## Нагороди
Серіал «Моя прекрасна нянька» отримав 2 нагороди на «Тефі-2005» у номінаціях:
- Виконавиця жіночої ролі в телевізійному фільмі/серіалі (Анастасія Заворотнюк);
- Продюсер (Олександр Акопов, Олександр Роднянський, Костянтин Наумочкін).

Сьомий сезон серіалу висунутий на суперництво «Тефі-2009» в номінації «Ситком». Вручення відбулося 26 вересня 2009 року в Михайлівському театрі в місті Санкт-Петербург (трансляція — ТРК «Петербург — П'ятий канал»).

## Видання
- 1-й сезон серіалу випущено на відео-CD 2004 року.
- Випущено на DVD (кольорове PAL (Eastman Kodak), 1,33:1; Dolby Digital (Stereo) 2.0; мова — Російська; Субтитри — українська (7-й сезон), видавець Союз Відео). Диск включає бонуси — шпалери з головними героями і музика з серіалу

## Цікаві факти
- Протягом усього серіалу жодного разу не був показаний чоловік Любові Григорівни й батько Віки — Володимир Прутковський, хоча часто знаходився начебто поблизу від дій, що відбуваються. Щоправда, в 7 сезоні він бере участь. Рішення про участь батька Вікторії прийнято по смерті Любові Поліщук (28 листопада 2006 року). Автори серіалу прийняли рішення не вводити на роль матері Віки заміну.
- На роль Анастасії Заворотнюк могла бути запрошена Наталя Корольова. Щоправда, Наталя обмежилась епізодичною роллю, зігравши саму себе. Також на цю роль пробувалися Жанна Фріске, Амалія&Амалія, Ольга Шелест, Ольга Чудакова, Нонна Гришаєва.
- У ретро-кадрах («багато років тому») мати Віки (в молодості) грає сама Анастасія Заворотнюк. Роль дівчинки-Віки грає донька Анастасії Заворотнюк — Аня Стрюкова.
- Преса впродовж кількох років мусувала чутки про можливе продовження ситкому — про знімання 8 сезону, акторами було зроблено низку спростувань у пресі:

| Ліві лапки | – Олеся, а знімання «Моєї прекрасної няньки» вже закінчилися? Фішка серіалу --- головна героїня втікає від Максима, а в 1 сезоні від Наталії Крачковської – Давно – роки три тому (сміється)! А мене все про це запитують. | Праві лапки |

| Ліві лапки | — І поспішаю всіх заспокоїти: ніякого продовження «Моєї прекрасної няньки» ви більше не побачите ні-ко-ли! | Праві лапки |

| Ліві лапки | — Чи не плануєте Ви знятися ще в ситкомі, наприклад у 8 сезоні «Моєї прекрасної няньки»? І взагалі чи є плани знімати Няню далі? — Нічого не буде. Це вигадка така була. СТС влаштував провокацію. Там усе закінчилось давно. Нема матеріалу. Й навряд чи можлива спільна робота для нас із Настею зараз. Там нічого не планується. Слава Богу. | Праві лапки |

| Ліві лапки | — Збираєтеся знімати продовження? — Гадаю, що ні, гадаю, ця історія вичерпала себе. | Праві лапки |

- Телесеріал транслювався щодня на телеканалі ТЕТ.